# Falsopodabrus apicalis
Falsopodabrus apicalis es una especie de coleópteros de la familia Cantharidae.

## Distribución geográfica
Habita en Birmania.